# Thomas Harriot
Thomas Harriot (Oxford, h. 1560-Londres, 2 de julio de 1621) fue un astrónomo, matemático, etnógrafo y traductor inglés. Fue el creador de varios símbolos y notaciones empleados en álgebra usados hasta ahora, como los símbolos > (mayor que) y < (menor que). Algunas fuentes le atribuyen haber introducido el cultivo de la patata en Gran Bretaña e Irlanda.
Después de graduarse en la Universidad de Oxford, Harriot viajó por las Américas en la expedición de Walter Raleigh y a su regreso trabajó para Henry Percy, noveno conde de Northumberland, llegando a convertirse en el prolífico matemático y astrónomo al cual le ha sido atribuida la teoría de la refracción.
En julio de 1609, Harriot observó la Luna a través de un telescopio y dibujó mapas de los cráteres y «mares» de la cara visible a la Tierra, algunos meses antes de Galileo, siendo este el primero en utilizar un «telescopio».

## Biografía
Thomas Harriot estudió en St Mary Hall, Oxford. Su nombre aparece en los registros de la escuela a partir de 1577, después de graduarse en Oxford (en 1580), Harriot fue contratado por Walter Raleigh como matemático tutor y usó sus conocimientos astronómicos para asesorar la navegación. Harriot también se dedicó a colaborar en el diseño de los navíos da Raleigh y le sirvió como contador. Por esa época, publicó un tratado sobre navegación, posiblemente redactado antes a la expedición.

### Expedición a las Américas
Viajó a América entre 1585 y 1586. pasó algún tiempo en la isla Roanoke frente a las costas de Carolina del Norte estudiando la lengua algonquina. Su relato de viaje, Brief and True Report of the New Found Land of Virginia, fue publicado en 1588 (probablemente escrito el año anterior). Este Reporte tiene el primer esbozo etnográfico de los indígenas de Norteamérica que fueron observados durante la expedición e influyó mucho en los exploradores posteriores y en los colonos. Según Harriot, podía esperarse que los nativos, "mediante el buen gobierno pudieran ser atraídos en corto tiempo a la civilización y a la religión verdadera" y los consideró industriosos y muy capacitados para aprender, sin embargo estas no fueron las observaciones que los lectores atendían sino las informaciones sobre minerales y otros recursos naturales.
Como asesor científico durante el viaje, Harriot fue requerido por Raleigh para que encontrara la forma más eficiente de apilar las balas de cañón en la cubierta del buque. De ahí surgió su teoría sobre el empaque cerrado de esferas, que tiene una semejanza llamativa con la moderna teoría atómica y el atomismo, del cual fue acusado posteriormente de ser seguidor. Su correspondencia en torno a la óptica con Johannes Kepler, influenció la formulación de la Conjetura de Kepler.

### Últimos años
Estudió álgebra con John Dee en 1590. Junto con otros científicos, como Walter Warner, Robert Hues, William Lower, Harriot se dedicó a trabajar para el conde Henry Percy, con quien residió en Syon House. Percy fue encarcelado por sus supuestas conexiones con la Conspiración de la pólvora y Harriot fue entonces detenido e interrogado por la policía, pero liberado rápidamente.
La aparición del cometa Halley en 1607 volcó la atención de Harriot hacia la astronomía. Sus observaciones de agosto de 1609 pueden considerarse como el primer caso de uso del telescopio para los descubrimientos astronómicos. Harriot fue además el primero en intentar hacer un mapa de la superficie de la luna y en observar y describir las manchas solares, en diciembre de 1610.

### Fallecimiento
Hacia 1615 o 1616, Harriot le escribió a un amigo con conocimientos médicos, describiéndole una erupción cancerosa que le afectaba en el labio. Esta se extendió hasta causarle la muerte en 1621, cuando vivía con un amigo de nombre Thomas Buckner, en Threadneedle Street, donde falleció, tres días después de terminar la redacción de sus escritos. Sus albaceas publicaron su Artis Analyticae Praxis sobre álgebra en 1631, que puede considerarse un compendio de su trabajo matemático, pero no representa el total de su obra de 400 páginas manuscritas. Aparentemente se trató de un caso de cáncer de piel.

## Legado
Investigó sobre óptica y refracción, muchos de sus trabajos siguen inéditos y aparentemente fue el descubridor de la ley de Snell, expuesta 20 años después por Snel. En Virginia hizo el primer estudio del lenguaje algonquino local, el cual relacionó con su pensamiento matemático. Fundó la "Escuela Inglesa" de álgebra.
Las contribuciones de Harriot permanecen un tanto obscuras, porque no publicaba sus resultados y porque muchos de sus manuscritos se perdieron; los que sobreviven están en Museo Británico y en los archivos da familia Percy, en Petworth House (Sussex) and Alnwick Castle (Northumberland).
Las celebraciones británicas del Año Internacional de la Astronomía en 2009 se centraron en la obra de Harriot e incluyeron una Semana de la Astronomía Nacional.
El observatorio en el campus del College of William and Mary ha sido nombrado "Harriot", en su honor.
El Thomas Harriot College of Arts and Sciences en la Universidad del Este de Carolina en Greenville, fue nombrado para honrar al autor de A Briefe and True Report of the New Found Land of Virginia y se ha establecido una serie de conferencias de artes liberales conocida como Harriot Voyages of Discovery Lecture Series